# Fritz Schnelle

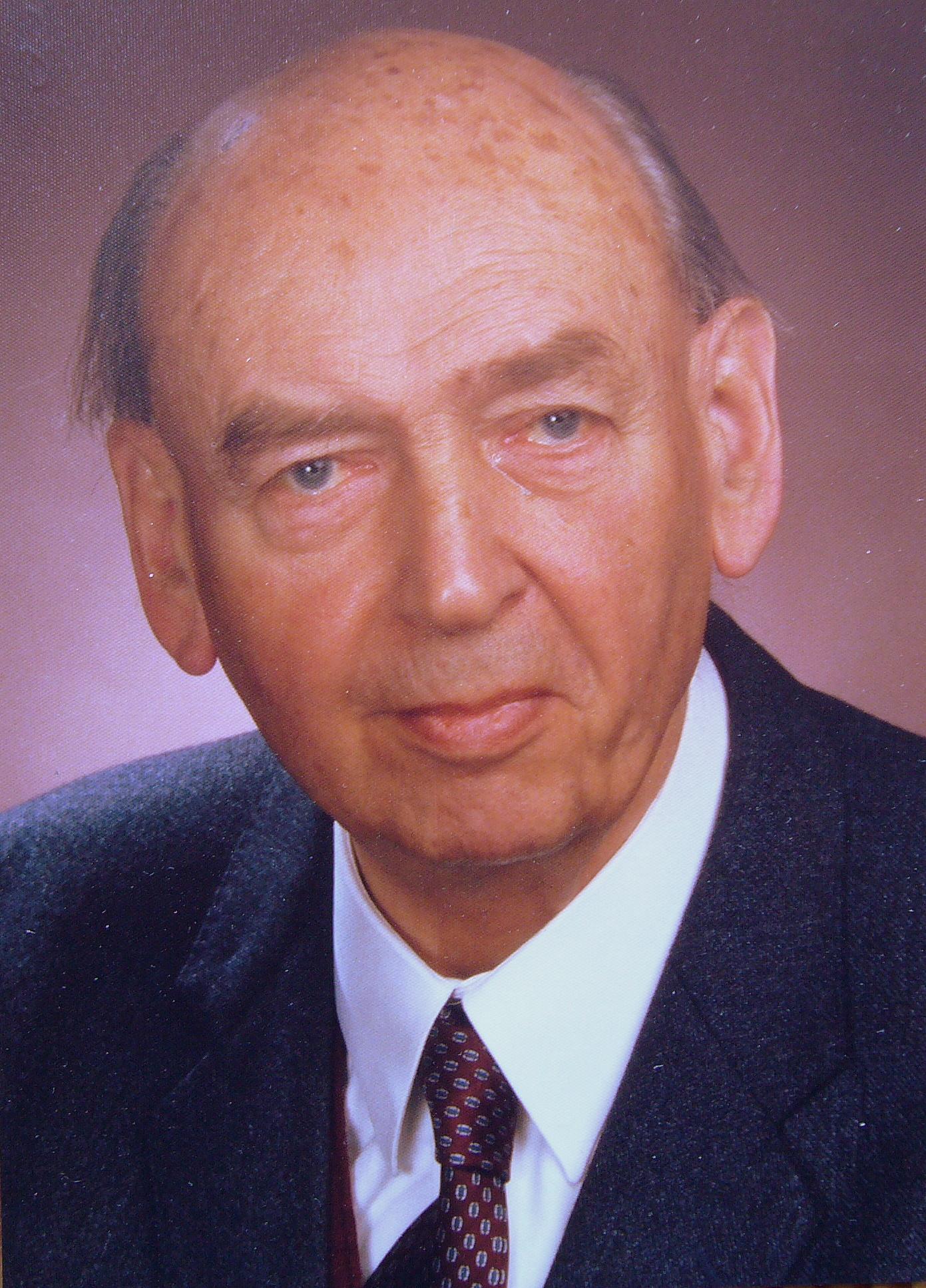
Fritz Schnelle 1985

Fritz Schnelle (* 12. Dezember 1900 in Halle (Saale); † 29. Juli 1990 in Merzhausen, Breisgau) war ein deutscher Agrarmeteorologe und Phänologe.

## Lebensweg und Familie
Fritz Schnelle studierte seit 1924 Landwirtschaft an der Universität Halle/S. und promovierte dort 1929 bei Paul Holdefleiß mit der Dissertation „Studien über die Backqualität von Weizensorten“. Anschließend arbeitete er als wissenschaftlicher Assistent am Institut für Pflanzenbau und Pflanzenzüchtung der Universität Halle. Aufgrund seiner agrarmeteorologisch ausgerichteten Forschungsarbeiten erhielt er 1935 eine Anstellung beim Reichswetterdienst mit dem Auftrag, ein phänologisches Beobachtungsnetz im Deutschen Reich aufzubauen. Nach dem Ende des Zweiten Weltkrieges arbeitete er zunächst in einem landwirtschaftlichen Betrieb, seit 1946 wieder als Meteorologe. Von 1949 bis 1965 war er Leiter der Abteilung Agrarmeteorologie im Zentralamt des Deutschen Wetterdienstes in Offenbach am Main. – Eines seiner Hobbys war die Genealogie, z. B. die Herkunft seiner Mutter Ida Theuerkauf aus dem kleinen Dorf Blätz bei Burgstall in Sachsen-Anhalt. Sein Vater ist in Barleben bei Magdeburg geboren. Dort waren Großvater und Urgroßvater Schuhmachermeister in einfachen Verhältnissen, während Johann Peter Schnelle, der 1783 nach Barleben kam, 1750 in Büden (Möckern) geboren wurde, wo die Familie Schnelle zurück bis kurz nach dem Dreißigjährigen Krieg nachweisbar ist. Fritz Schnelle hatte zwei Töchter; die jüngere, Inge, ist mit Otto Holzapfel verheiratet.

## Forschungsleistungen
Schnelle gehört in die Reihe der führenden Fachvertreter auf dem Gebiet der Agrarmeteorologie. Der von ihm in der Bundesrepublik Deutschland aufgebaute Agrarmeteorologische Dienst wurde Vorbild für viele andere Länder. Schnelle war Mitbegründer der „Internationalen Phänologischen Gärten“, in denen die klimatischen Einflüsse auf Baum- und Straucharten untersucht werden. Mit großem Erfolg hat Schnelle geländeklimatologische Forschungsarbeiten gefördert und auf den praktischen Nutzen der dabei erzielten Ergebnisse für die Landwirtschaft, insbesondere für den Obst- und Weinbau hingewiesen.
Zusammen mit den Aufgaben in der Agrarmeteorologie kümmerte sich Dr. Schnelle während des Zweiten Weltkriegs um die Bibliothek des Wetterdienstes unter der Leitung von Prof. Ludwig Weickmann (1882–1961), dem ersten Leiter des dann neu geschaffenen Wetterdienstes in Bad Kissingen ab Februar 1946, und Prof. Karl Knoch (1883–1972), später in Offenbach Leiter der Bibliothek des Wetterdienstes, und sorgte u. a. gegen Ende des Krieges für Ausweichquartiere in Groß Leuthen im Spreewald (1943) und in Friedrichroda in Thüringen.
Die Publikationsliste von Schnelle umfasst über 250 Veröffentlichungen. Hervorzuheben sind seine Bücher über Agrarmeteorologie (1948), Pflanzenphänologie (1955) und Frostschutz im Pflanzenbau (1963/65). Für sein wissenschaftliches Lebenswerk wurde ihm 1975 das Bundesverdienstkreuz am Bande verliehen.

## Hauptwerke
- Einführung in die Probleme der Agrarmeteorologie. Ein Leitfaden für Lehrer und Studierende der Landwirtschaft und Meteorologie. Verlag Eugen Ulmer Stuttgart/Ludwigsburg 1948 = Schriften über neuzeitlichen Landbau H. 11.
- Pflanzen-Phänologie. Verlag Geest & Portig Leipzig 1955 = Probleme der Bioklimatologie Bd. 3.
- Frostschutz im Pflanzenbau. Quellenwerk über den Nachtfrost, seine Entstehung, Vorhersage und Abwehr. Herausgegeben von Fritz Schnelle. Bayerischer Landwirtschaftsverlag München, Bd. 1 1963, Bd. 2 1965.
- Friedrich-Karl Hartmann und Fritz Schnelle unter Mitarbeit von Ernst Franken u. a.: Klimagrundlagen natürlicher Waldstufen und ihre Waldgesellschaften in deutschen Mittelgebirgen. Verlag Gustav Fischer Stuttgart 1970 = Ökologie der Wälder und Landschaften Bd. 4.